# Bayer Giants Leverkusen
Il Bayer Giants Leverkusen è una società cestistica, parte della polisportiva TSV Bayer 04 Leverkusen, avente sede a Leverkusen, in Germania. La sezione, fondata nel 1961, nel settembre 2008 ha dovuto ripartire dalle serie inferiori a causa di gravi problemi finanziari dovuti alla decisione della Bayer di concentrarsi sulla squadra di calcio.
Gioca in ProA. Disputa le partite interne nella Smidt-Arena, che ha una capacità di 3.500 spettatori.

## Palmarès
- Campionato tedesco: 14

1969-70, 1970-71, 1971-72, 1975-76, 1978-79, 1984-85, 1985-86, 1989-90, 1990-91, 1991-92, 1992-93, 1993-94, 1994-95, 1995-96
- Coppa di Germania: 10

1970, 1971, 1974, 1976, 1979, 1986, 1987, 1990, 1991, 1993, 1995
- Partecipazioni al McDonald's Open: 1

1993